# Az Úr sötét anyagai (televíziós sorozat)
Az Úr sötét anyagai (eredeti címe: His Dark Materials) amerikai televíziós fantasy sorozat, amelyet az BBC-HBO készített Philip Pullman nagy sikerű regénysorozata, Az Úr sötét anyagai alapján.

## Fordítás
- Ez a szócikk részben vagy egészben  a   His Dark Materials (TV series) című angol Wikipédia-szócikk fordításán alapul.  Az eredeti cikk szerkesztőit annak laptörténete sorolja fel. Ez a jelzés csupán a megfogalmazás eredetét és a szerzői jogokat jelzi, nem szolgál a cikkben szereplő információk forrásmegjelöléseként.